# Arthezé
Arthezé is een gemeente in het Franse departement Sarthe (regio Pays de la Loire) en telt 319 inwoners (2004). De plaats maakt deel uit van het arrondissement La Flèche.

## Geografie
De oppervlakte van Arthezé bedraagt 8,8 km², de bevolkingsdichtheid is 36,2 inwoners per km².
De onderstaande kaart toont de ligging van Arthezé met de belangrijkste infrastructuur en aangrenzende gemeenten.

## Demografie
Onderstaande figuur toont het verloop van het inwonertal (bron: INSEE-tellingen).

1. ↑  Populations de référence 2022.